# Georges Delagaye
Georges Delagaye (* 24. April 1937; † 1. September 2012) war ein belgischer Posaunist, Arrangeur und Komponist, der im Bereich des Bigband-Jazz, Pop und Easy Listening tätig war.
Delagaye spielte ab den 1960er-Jahren in Bigbands und Unterhaltungsorchestern wie der Ambros Seelos Show Band, der Master McCalhoun's Big Band sowie in den Orchestern von James Last, Etienne Cap (Stephan Pola), Werner Drexler, Heinz Störrle, Hugo Strasser und der Munich Connection von Dusko Goykovich, für die er auch komponierte. Mit eigenem Orchestra nahm er für Label wie Polydor in den 1970er-Jahren LPs wie Mr. Trombone, Speak Softly Love, Dancing With Georges Delagaye, Pop Corner und Kidio auf. Als Studiomusiker arbeitete er außerdem mit Claudja Barry,  Boney M. (Oceans of Fantasy, 1979), Gitte Hænning (Ungeschminkt, 1982), La Bionda, Amanda Lear und Sister Sledge zusammen. 1979 war er (mit Etienne Cap und Giuseppe Solera) Mitbegründer des  Musikverlags Soleade und des Labels Alpana. Als Arrangeur arbeitete er 1981 mit Herb Geller und dem NDR Tanzorchester. Zuletzt lebte Delagaye in München, wo er den Egal Musikverlag betrieb.